# Pawieł Charin
Pawieł Pietrowicz Charin (ros Павел Петрович Харин, ur. 8 czerwca 1927 w Leningradzie, zm. 6 marca 2023) – radziecki kajakarz, kanadyjkarz. Dwukrotny medalista olimpijski z Melbourne.
Igrzyska w 1956 były jego drugą olimpiadą, debiutował cztery lata wcześniej. Pływał w kanadyjkowej dwójce i triumfował na dystansie 10 000 metrów oraz był drugi na 1000 m. Partnerował mu Gracyan Botiew. Był medalistą mistrzostw Europy oraz mistrzem ZSRR.